# Верховка (Волгоградская область)
Верховка (также Зеевальд, нем. Seewald) — исчезнувшее село в Жирновском районе Волгоградской области, располагалось на территории Алешниковского сельского поселения.
Село находилось в лесостепи, в пределах Приволжской возвышенности, являющейся частью Восточно-Европейской равнины, на правом берегу реки Карамыш.
Расстояние до города Жирновска составляло около 45 км, до города Волгограда — 320 км.

## Название
Названо по фамилии первого старосты (форштегера) К. Зеевальда. По указу от 26 февраля 1768 года о наименованиях немецких колоний получила официальное название Верховье.

## История
Вызывательская колония Дебофа. Основана 20 августа 1767 года. Основатели — 41 семья, выходцы из Пфальца, Майнца и Дармштадта. До 1917 года — немецкая колония сначала Норкского колонистского округа, а после 1871 года Олешинской волости Камышинского уезда Саратовской губернии.
Село относилось сначала к католическому приходу Шукк, затем Ротгаммель; позже был образован самостоятельный приход Зеевальд. Первая, деревянная церковь была построена в 1807 году; в 1839 году была выстроена новая церковь. В селе имелись: мельницы, ткачество сарпинки, лавки. С 1873 года действовала земская школа.
В 1873—74 году 5 человек выехало в Самарскую губернию, в 1875-86 годах 25 человек эмигрировали в Америку.
В советский период — немецкое село сначала Медведицкого района Голо-Карамышского уезда Трудовой коммуны (Области) немцев Поволжья; с 1922 — Медведицко-Крестово-Буеракского (в 1927 году переименован во Франкский) кантона АССР немцев Поволжья; административный центр Зеевальдского сельского совета (в 1926 году в сельсовет входило одно село Зеевальд). В голод 1921 года родилось 88 человека, умерло 144. В 1926 году имелись кооперативная лавка, сельскохозяйственное кредитное товарищество, начальная школа, передвижная библиотека. В период коллективизации организованы колхозы имени Ворошилова.
В 1927 году постановлением ВЦИК «Об изменениях в административном делении Автономной С. С. Р. Немцев Поволжья и о присвоении немецким селениям прежних наименований, существовавших до 1914 года» селу Вершинка Франкского кантона возвращено название Кауц.

В сентябре 1941 года немецкое население было депортировано. После ликвидации АССР немцев Поволжья село, как и другие населённые пункты Франского кантона (кантон преобразован в Медведицкий район), вошло в состав Сталинградской области. Решением облисполкома от 31 марта 1944 года № 10 § 30 «О переименовании населённых пунктов Сталинградской области, носящих немецкие названия» село Зеевальд Медведицкого района было вновь переименовано в село Верховка (впоследствии в докмуентах упоминалось как село Верховское). С 1959 года — в составе Жирновского района Сталинградской (с 1961 года — Волгоградской) области. Село Верховское исключено из учётных данных Решением исполкома Волгоградского облсовета от 09 декабря 1967 года № 30/1591 «Об исключении из учетных данных населенных пунктов области».

## Население
Динамика численности населения по годам:
| 1767 | 1773 | 1788 | 1798 | 1816 | 1834 | 1850 | 1859 | 1886 | 1897 | 1905 | 1911 | 1920 | 1922 | 1926 | 1931 |
| ---- | ---- | ---- | ---- | ---- | ---- | ---- | ---- | ---- | ---- | ---- | ---- | ---- | ---- | ---- | ---- |
| 142  | 186  | 229  | 235  | 339  | 596  | 871  | 1081 | 1118 | 1221 | 1506 | 2002 | 1577 | 1766 | 1519 | 1669 |

В 1931 году немцы составляли 100 % населения села.